# Las Almunias de Rodellar
Las Almunias de Rodellar (As Almunias o As Almunietas en aragonés) es una localidad de la comarca del Somontano de Barbastro, actualmente perteneciente al municipio de Bierge, en la Provincia de Huesca (España). 
El nombre de la localidad proviene de la palabra hispano árabe almúnya que significa huerto.

## Demografía
| Población | 18 | 18 | 17 | 19 | 18 | 19 | 20 | 16 |

## Monumentos
- Parroquia dedicada a Santa María Obispo
- Chimeneas robustas y cilíndricas